# روشوخا
روشوخا (به لاتین: Rushukha) یک منطقهٔ مسکونی در روسیه است که در داغستان واقع شده‌است.